# Francisc Rónay
Francisc Rónay, właśc. Francisc Ronnay (węg. Ferenc Rónay, ur. 29 kwietnia 1900 w Aradzie, zm. 6 kwietnia 1967 w Târgu Mureș) – rumuński piłkarz węgierskiego pochodzenia występujący na pozycji napastnika, reprezentant Rumunii w latach 1922–1932, strzelec pierwszej bramki w historii reprezentacji Rumunii, trener piłkarski.

## Kariera klubowa
Grę w piłkę nożną rozpoczął w wieku 12 lat w założonym rok wcześniej AMEF Arad. W klubie tym grał do 1920 roku, kiedy to Arad postanowieniem traktatu z Trianon został przyłączony do Królestwa Rumunii. W wieku 20 lat przeszedł do CA Oradea. W 1932 roku rozpoczął w barwach tego klubu grę w nowo powstałej Divizja A. W sezonach 1923/24 i 1934/35 wywalczył wicemistrzostwo kraju. W 1935 roku przeszedł do drugoligowego Craiu Iovan Craiova. W sezonie 1936/37 występował ponownie w CA Oradea, będąc jednocześnie grającym trenerem zespołu. W 1937 roku powrócił do czynnego uprawiana piłki nożnej i występował w Electrice Oradea, grającej w Divizia C. Po roku gry w tym klubie zakończył karierę zawodniczą.

## Kariera reprezentacyjna
Wiosną 1922 roku znalazł się w składzie powołanym na pierwszy międzypaństwowy mecz reprezentacji Rumunii z Jugosławią. By dotrzeć do Belgradu zawodnicy i sztab szkoleniowy pokryli koszty podróży pociągiem z własnych środków. W meczu rozegranym 8 czerwca 1922 Rónay zdobył pierwszą bramkę w historii rumuńskiej drużyny narodowej, pokonując Dragutina Friedricha strzałem z rzutu karnego w 41. minucie. Mecz zakończył się zwycięstwem Rumunów 2:1 i był obserwowany przez królów Aleksandra I, Ferdynanda I oraz Jerzego II. Ogółem w latach 1922–1932 Rónay rozegrał w reprezentacji 8 spotkań i zdobył 3 gole. Był rezerwowym zawodnikiem na igrzyskach olimpijskich w Paryżu.
Bramki w reprezentacji
| LP | Data                 | Miejsce                         | Przeciwnik    | Bramka | Rezultat | Ranga meczu             |
| -- | -------------------- | ------------------------------- | ------------- | ------ | -------- | ----------------------- |
| 1. | 8 czerwca 1922       | Stadion SK Jugoslavija, Belgrad | Królestwo SHS | 1:1    | 2:1      | Mecz towarzyski         |
| 2. | 10 czerwca 1923      | Stadionul FSSR, Bukareszt       | Królestwo SHS | 1:2    | 1:2      | Mecz towarzyski         |
| 3. | 16 października 1932 | Linzer ASK Platz, Linz          | Austria (B)   | 1:0    | 1:0      | Puchar Europy Środkowej |

## Kariera trenerska
W sezonie 1936/37 pracował jako grający trener CA Oradea. Po przyłączeniu Transylwanii do Węgier na mocy drugiego arbitrażu wiedeńskiego w 1940 roku, powrócił do trenowania klubu, który jako Nagyváradi AC rozpoczął grę w Nemzeti Bajnokság II. W sezonie 1943/44 wywalczył mistrzostwo Węgier. W 1945 roku prowadził Ferar Kluż, w 1946 Dermatę Cluj, natomiast w 1947 objął posadę trenera CFR Bukareszt. Jesienią 1947 roku poprowadził reprezentację Rumunii w trzech spotkaniach przeciwko Czechosłowacji (2:6), Węgrom (0:3) oraz Polsce (0:0). W grudniu tego samego roku definitywnie opuścił CFR Bukareszt. W latach 1948–1949 prowadził CSM Mediaș, z którym zajął ostatnią lokatę w tabeli i spadł do Divizia B.
W marcu 1950 roku zaczął trenować CCA Bukareszt. Klub pod jego wodzą zajął 5. miejsce w Divizia A oraz zdobył Puchar Rumunii. W 1952 roku Rónay został oddelegowany przez władze związkowe do CA Câmpulung Moldovenesc, który doprowadził do 3 miejsca w Divizji A, największego sukcesu, w krótkiej historii klubu z okręgu suczawskiego. Jako pierwszy trener w Rumunii wdrożył ustawienie 4-2-4. Klub został decyzją Rumuńskiej Partii Robotniczej rozwiązany w połowie sezonu 1953. W sierpniu 1953 roku Rónay wraz z częścią graczy przeniósł się do CCA Bukareszt, gdzie zdobył tytuł mistrzostwo Rumunii. W sierpniu 1954 zaczął trenować Locomotivę Bukareszt. W pierwszym sezonie kolejarze pod wodzą Rónaya zajęli 12. miejsce, oznaczające Divizji B. W 1956 roku Locomotiva wróciła do rumuńskiej ekstraklasy i zdobyła 4. miejsce. Locomotiva zajęła 8. miejsce w sezonie 1957/58 i 4. w sezonie 1958/59 (już pod nazwą FC Rapid). W sezonie 1962/63 Rónay pracował w Crișanie Oradea, która przegrała 5 z 7 spotkań pod jego wodzą i spadła z Divizia A. W następstwie tego klub rozformowano, a on sam zakończył karierę trenerską.

## Życie prywatne
Urodził się w 1900 roku w Aradzie w Austro-Węgrzech w węgierskiej rodzinie. Ukończył szkołę średnią uzyskując zawód elektryka, który wykonywał w Przedsiębiorstwie Komunalnym Oradea (rum. Întreprinderile Comunale Oradea). Pod koniec lat 40. był przez Securitate oskarżany o wspieranie i szerzenie faszyzmu, pomoc w eksterminacji Żydów w Getcie Oradejskim i prokurowanie chuligańskich wybryków przeciwko przedstawicielom komunistycznych władz. W styczniu 1951 roku został aresztowany i po 3 miesiącach zwolniony z powodu braku dowodów.

## Sukcesy
Nagyváradi AC
- mistrzostwo Węgier: 1943/44

CCA Bukareszt
- mistrzostwo Rumunii: 1953
- Puchar Rumunii: 1950